# Kilifia guizhouensis
Kilifia guizhouensis är en insektsart som beskrevs av Qin och Penny J. Gullan 1991. Kilifia guizhouensis ingår i släktet Kilifia och familjen skålsköldlöss. Inga underarter finns listade i Catalogue of Life.